# Ă
Ă, ă（帶短音符號的a）是羅馬尼亞語和越南語所使用的字母。

## 羅馬尼亞語
在羅馬尼亞語中，這個字母排在字母表的第 2 位，表示元音 /ə/，例如 “măr”/mər/（蘋果）。

## 越南語
在越南語中，這個字母排在字母表的第 2 位，表示短母音 /a/，例如 “căn”/kan/（根基）。同時，在這字母上添加不同的符號還可以表達越南語音系中五個不同的聲調。添加聲調以後的字母形式：
- Ằ ằ
- Ắ ắ
- Ẳ ẳ
- Ẵ ẵ
- Ặ ặ

## 字符编码
| 字符编码 | Unicode | ISO 8859-2，16 | VISCII |
| -------- | ------- | -------------- | ------ |
| 大写 Ă   | U+0102  | C3             | C5     |
| 小写 ă   | U+0103  | E3             | E5     |
| 大写 Ằ   | U+1EB0  | －             | 82     |
| 小写 ằ   | U+1EB1  | －             | A2     |
| 大写 Ắ   | U+1EAE  | －             | 81     |
| 小写 ắ   | U+1EAF  | －             | A1     |
| 大写 Ẳ   | U+1EB2  | －             | 02     |
| 小写 ẳ   | U+1EB3  | －             | C6     |
| 大写 Ẵ   | U+1EB4  | －             | 05     |
| 小写 ẵ   | U+1EB5  | －             | C7     |
| 大写 Ặ   | U+1EB6  | －             | 83     |
| 小写 ặ   | U+1EB7  | －             | A3     |

## 参看
- Ӑ ӑ（西里尔字母）
- 短音符